# Über die bürgerliche Verbesserung der Weiber
Über die bürgerliche Verbesserung der Weiber ist ein Werk zur Frauenemanzipation von Theodor Gottlieb von Hippel (1741–1796), das erstmals 1792 in Berlin in der Vossischen Buchhandlung erschien. Wie bereits in seinem Buch Über die Ehe übt Hippel Kritik am patriarchalischen Ehewesen, wobei er zu dem Schluss kommt, die Unterdrückung der Frauen schade letztlich den Männern selbst.

## Ausgaben
- Theodor Gottlieb von Hippel: Über die bürgerliche Verbesserung der Weiber. Voßische Buchhandlung, Berlin 1792.
- Digitalisat (Sämtliche Werke, Band 6, Reimer, Berlin 1828)